# Hesketh V 1000
Die  Hesketh V 1000 ist ein Motorrad des englischen Herstellers Hesketh Motorcycles, das 1980 vorgestellt und ab 1981 gebaut wurde (von Hesketh Motorcycles bis zum Konkurs 1984, danach von Broom Development). Es galt seinerzeit als „Rolls Royce auf zwei Rädern“.

## Entwicklung
Der ursprüngliche Plan für dieses Motorrad war, es lediglich zu entwickeln und dann die Produktionsrechte zu verkaufen. Da sich dafür aber kein Interessent fand, wurde auf den Ländereien Lord Heskeths in Easton Neston eine Fertigung aufgebaut.
Lord Alexander Hesketh erteilte 1977 Harry Weslake den Auftrag, einen Motor für ein britisches Superbike zu konstruieren. Weslake entwarf einen luftgekühlten Zweizylinder-V-Motor mit 90° Gabelwinkel, 992 cm³ Hubraum, einer Bohrung von 95 mm und 70 mm Hub, einteiliger Kurbelwelle und Aluminiumgehäuse und -zylinderköpfen. Er hat vier kettengetriebene obenliegende Nockenwellen und vier Ventile pro Zylinder, die über Tassenstößel betätigt werden. Das Getriebe mit fünf Gängen überträgt die Kraft mit einer Kette auf das Hinterrad. Um eine konstante Kettenspannung zu erreichen, sind die Drehachse der Schwinge und das Kettenritzel konzentrisch angeordnet. Ursprünglich sollte das Motorrad einen Kardanantrieb haben; der erste Prototyp wurde auch entsprechend ausgerüstet. Da im Winkeltrieb des Kardans am Getriebeausgang Bauteile verwendet wurden, auf die Yamaha mit der XS 750-Dreizylinder Patente hielt, wurde entgegen der ursprünglichen Planung auf Kettenantrieb umgestellt. Durch die geänderten Übersetzungsverhältnisse im Sekundärantrieb lief das Getriebe mit anderen Drehzahlen als ursprünglich vorgesehen, woraus zahlreiche Schwierigkeiten mit der Schaltbarkeit der ungewöhnlich massiv konstruierten Kraftübertragung resultierten.
Im April 1980 wurde das Motorrad der Presse vorgestellt, Testfahrer war Mike Hailwood. Bereits bei der Pressevorstellung wurden die Probleme mit dem Getriebe heftig kritisiert, die auch später nie richtig behoben werden konnten. Die Serienproduktion begann erst im August 1981, auch wegen finanzieller Schwierigkeiten.

## Technische Daten und Schwierigkeiten
Der über 100 kg schwere Motor von Weslake wurde in einen unten offenen Stahlrohrrahmen aus Reynolds-531-Rohren tragend integriert. Der hintere Zylinder litt dabei unter mangelnder Kühlung, der Motor selbst unter Schmierungsproblemen. Die Bremsen lieferte Brembo, die Telegabel stellte Marzocchi her. Das Motorrad wurde als eine „Mixtur von Komponenten“ bezeichnet, „die nie richtig zusammen passten“. Erste Tests zeigten Mängel, so wurden die starken mechanischen Geräusche des Motors kritisiert und das Getriebe als schlecht schaltbar eingestuft. „Undichtigkeiten am Nockenwellenantrieb, lose Hauptlager und poröse Zylinderköpfe“ führten bereits am Anfang der Produktion zu Reklamationen.

## Zwei Konkurse und Kleinserie
Am 16. Juni 1982, knapp ein Jahr nach Produktionsbeginn, meldete Hesketh Motorcycles Konkurs an. Bis dahin waren 132 Maschinen gefertigt worden. Das neu gegründete Unternehmen Hesleydon Limited übernahm im September 1982 in einer Versteigerung die Restbestände der Produktion. Auch die 1983 vorgestellte Hesketh Vampire, eine vollverkleidete V 1000, von der 18 Stück gebaut wurden, konnte den zweiten Konkurs im Januar 1984 nicht verhindern.
Mick Broom, bereits unter Hesketh Produktionsleiter, gründete zusammen mit dem Hesketh Owner Club die Firma Broom Development. Sie baut seit 1984 die Hesketh V 1000 auf Bestellung. Broom versuchte in der Kleinserie die „zahllosen Konstruktionsfehler“ zu korrigieren. Ein modifizierter Ölkreislauf, u. a. mit einer externen Steigleitung, Mahle-Kolben, größerer Durchmesser (45 statt 39 mm) der Rohre der Marzocchi-Telegabel, Brembo-Bremsscheiben (310 statt 280 mm) und Kennfeldzündung sollten das „Motorrad für Liebhaber“ attraktiver machen. Von der Hesketh V 1000 sollen bislang insgesamt 200, von der Vampire 50 Exemplare gefertigt worden sein.

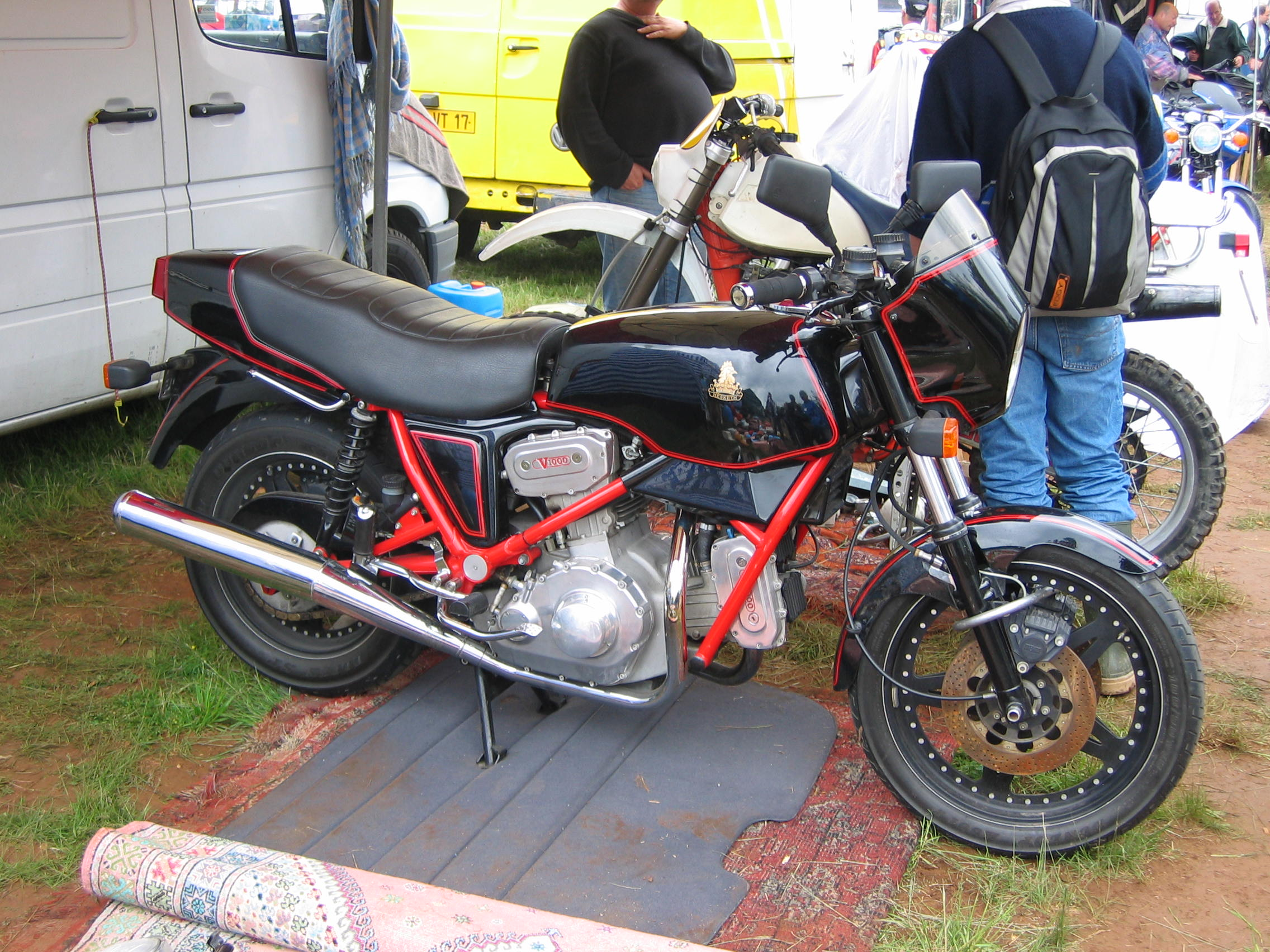
Hesketh V 1000
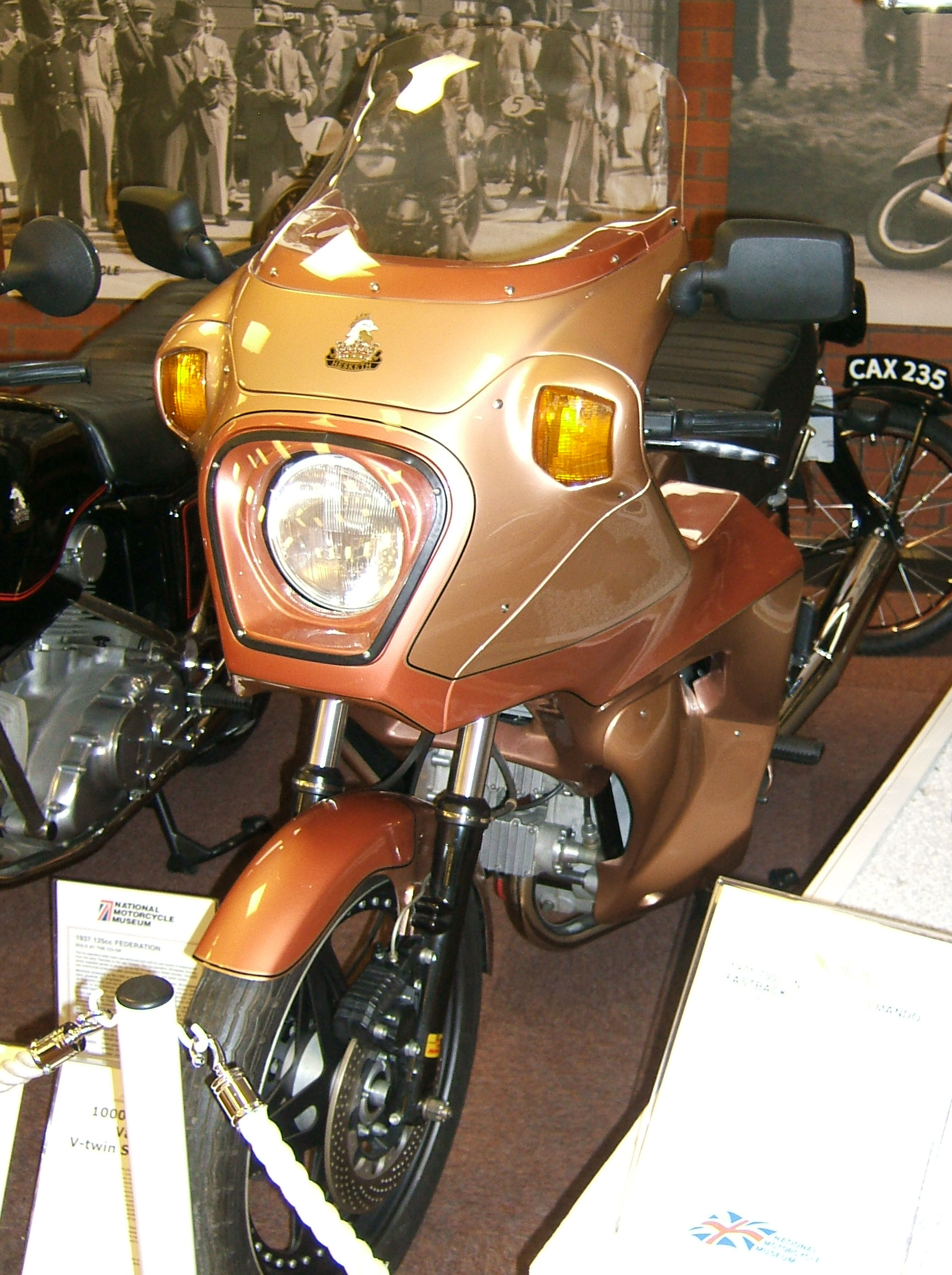
Hesketh Vampire